# Персиньи, Виктор де
Жан-Жильбер-Виктор Фиален, герцог де Персиньи (1808—1872) — французский государственный деятель.
Служил в кавалерии. Сначала был роялистом, потом крайним республиканцем; принимал участие в революции 1830 г.. Удаленный от службы за республиканские идеи, он сделался рьяным сторонником наполеоновских идей. В 1834 г. для их пропаганды он основал журнал L’Occident français, в котором в апокалиптическом тоне говорил о «близком пришествии наполеоновской идеи, казненной в лице её славного представителя на скале св. Елены… Эта идея — истинный социальный закон нового времени, символ западных народов». Выпустив единственный номер своего журнала, отправился в Арененберг, где был принят с распростертыми объятиями. В это время он принял титул виконта Персиньи, когда-то принадлежавший его предкам.
Он сделался секретарем Людовика-Наполеона и объездил Германию и Францию, везде организуя бонапартистскую партию. Он подготовил страсбургский заговор 1836 г., успел бежать и в Лондоне опубликовал оправдательную брошюру «Relation de l’entreprise du prince Napoléon» (1837). Он же был одним из организаторов булонской высадки 1840 г., за которую приговорён к 20 годам тюремного заключения, но скоро выпущен на свободу. В 1844 г. написал странную книгу «Mémoire sur les pyramides d’Egypte», в которой, не обнаруживая вовсе знакомства с предметом, доказывал, что пирамиды строились с целью защиты Нила от песков.
После революции 1848 г. выступил, но без успеха, кандидатом в Учредительное собрание, причем называл себя «честным республиканцем». До самого переворота 2 декабря Персиньи был одним из самых энергичных и даровитых агитаторов и организаторов бонапартизма. Президент республики назначил его своим адъютантом и содействовал его избранию в законодательное собрание. 2 декабря 1851 г. Персиньи играл сравнительно скромную роль: ему было поручено занять с отрядом солдат помещение палаты.
23 января 1852 г., когда Морни отказался от портфеля министра внутренних дел из-за декрета о продаже имуществ орлеанской фамилии, Персиньи был назначен его преемником и в том же году — сенатором. Его главное дело — новый режим для печати, введенный декретом 17 февраля 1852 г. Персиньи применил к ней систему предварительных разрешений и административных предостережений и запрещений. Он же руководил первыми выборами в законодательный корпус (1852). В 1852 г. он женился на внучке маршала Нея и был возведен в графское достоинство. В 1854 г. вышел в отставку; в 1855 г. отправлен послом в Лондон, где оставался, с небольшим перерывом, до 1860 г. В 1860 г. вновь назначен министром внутренних дел.
Система его управления характеризуется его секретным циркуляром (1861) к префектам, в котором он предписывает им всегда иметь наготове возможно полные списки всех подозрительных людей (республиканцев, орлеанистов, роялистов), чтобы по первому приказу правительства немедленно арестовать всю опасную группу или всех сразу. В 1863 г. Персиньи руководил выборами. Несмотря на всю его энергию, в законодательный корпус прошло 35 лиц, принадлежавших к оппозиции. Это было сочтено за полную неудачу, и Персиньи должен был выйти в отставку, получив герцогский титул. Он не потерял, однако, ни дружбы Наполеона, ни влияния на ход дел. Поэтому все его речи в сенате, в генеральном совете, даже в археологическом обществе вызывали всеобщее внимание и комментировались в печати.
Не получив систематического образования, он был, тем не менее, наиболее видным теоретиком наполеоновского режима. По его мнению, парламентаризм, подчиняющий исполнительную власть власти законодательной, соответствует лишь аристократическому государственному строю, например английскому, но не демократическому, и вообще несвойствен духу французской нации. В 1866 г. напечатал брошюру «L’outillage de la France», в которой проектировал крупный заем для расширения сети железных дорог, поднятия земледелия и пр.
Он был враждебен Руэру, сблизился с Оливье, стал апологетом плебисцита 1870 г., после падения империи бежал в Лондон. Написал ещё Lettre de Rome (1865). Его «Мемуары» изданы в Париже в 1896 г.